# Königsberg
För andra betydelser, se Königsberg (olika betydelser).
Königsberg (tyska: [ˈkøːnɪçsbɛʁk]

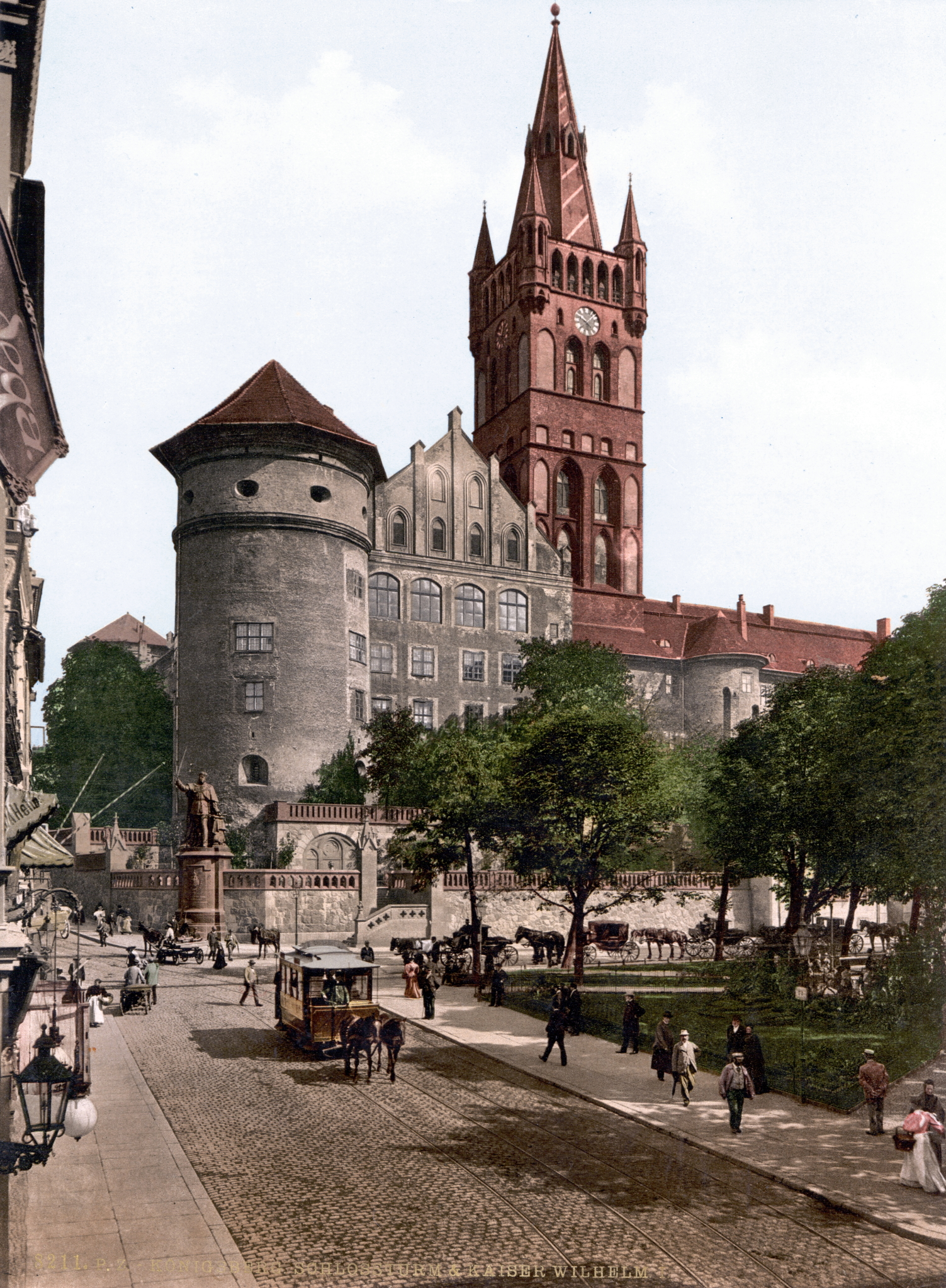
Königsbergs slott, 1895

 ( lyssna); polska: Królewiec; litauiska: Karaliaučius) var en gammal tysk hansestad, grundad 1255 av Tyska orden och som uppkallades efter den tjeckiske kungen Ottokar II av Böhmen, som deltog i ett korståg mot balterna i trakten, och erhöll 1286 stadsrättigheter. 1457 blev staden den tyske ordensmästarens residensstad.1300 tillkom stadsdelen Löbenicht, och 1327 tillkom stadsdelen Kneiphof på en ö i floden Pregel. Kneiphof hade fram till 1724 egna stadsrättigheter.
Köningsberg var huvudstad i Ostpreussen 1815–1945 innan staden erövrades av Sovjetunionen och döptes om till Kaliningrad efter att majoriteten av urbefolkningen fördrivits.

## Huvudstad
Staden blev efter reformationen och den Tyska ordensstatens sekularisering huvudstad i hertigdömet Preussen, som 1618 ingick personalunion med Kurfurstendömet Brandenburg under ätten Hohenzollern. Fördraget i Königsberg mellan Sverige och Brandenburg slöts utanför staden 1656, och efter freden i Oliva 1660, då hertigdömet formellt löstes från banden till Polen, var kurfurstarna i praktiken suveräna härskare i sina ostpreussiska territorier. 1701 omvandlades unionsstaten Brandenburg-Preussen till kungariket Preussen, genom att Fredrik I av Preussen kröntes till kung i Königsbergs slottskyrka. Staden var residensstad i provinsen Ostpreussen från 1815 fram till 1945. Dittillsvarande svenska handelsagenturen i Königsberg ersattes av ett konsulat 1815–1945.  Den siste konsuln var juristen Willy Herrmann Carl Ostermeyer (född 1883), som tjänstgjorde 1930-1945.

## Kulturellt centrum
Königsberg blev ett centrum för kunskap och utbildning. Några av stadens söner är matematikern Christian Goldbach (1690–1764) och filosofen Immanuel Kant (1724–1804). År 1736 beskrev matematikern Leonhard Euler problemet med Königsbergs sju broar, som senare blev den matematiska grenen grafteori.
År 1544 grundades stadens universitet.

## Andra världskriget

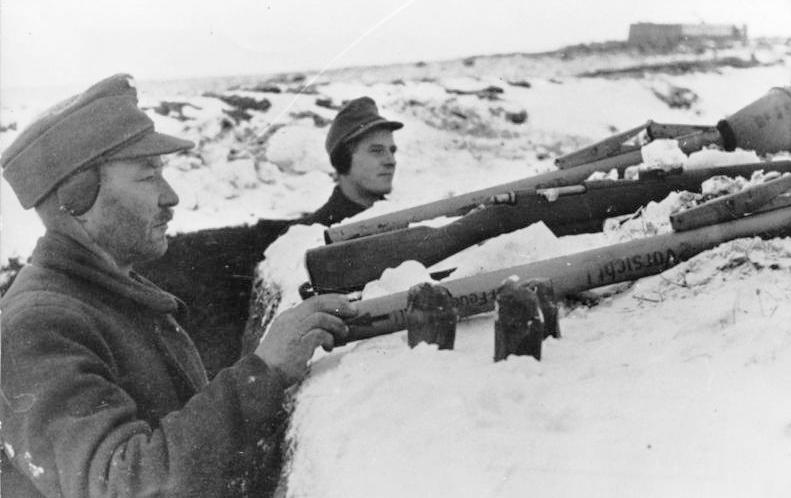
Tyska soldater utanför Königsberg i januari 1945.

Slaget om Königsberg pågick från slutet av januari 1945 fram till en slutstrid 6–9 april 1945. Staden blev under andra världskriget fullständigt lagd i ruiner genom brittiska bombanfall riktade mot civilbefolkningen, under 1944. Under slutfasen av andra världskriget ockuperades Königsberg av Sovjetunionen. Vid Potsdamkonferensen beslutades att den norra delen av Ostpreussen skulle hamna under sovjetisk förvaltning och 17 oktober 1945 annekterade Sovjetunionen området och gjorde det till en del av Sovjetunionen som förvaltningsområdet Kaliningradskaja Oblast. I augusti 1945 fanns omkring 110 000 tyska civilister i staden, framförallt kvinnor, barn och äldre. De hölls kvar fram till 1947 då man hävde utreseförbudet och istället fördrev den kvarvarande tyska befolkningen västerut.
Stadens invånare blev fördrivna och många våldtogs och mördades av Röda armén, som på så sätt hämnades Nazitysklands framfart i öster.

## Sovjettiden
År 1946 blev regionen en del av Sovjetunionen och namnet ändrades till Kaliningrad.

## Bildgalleri

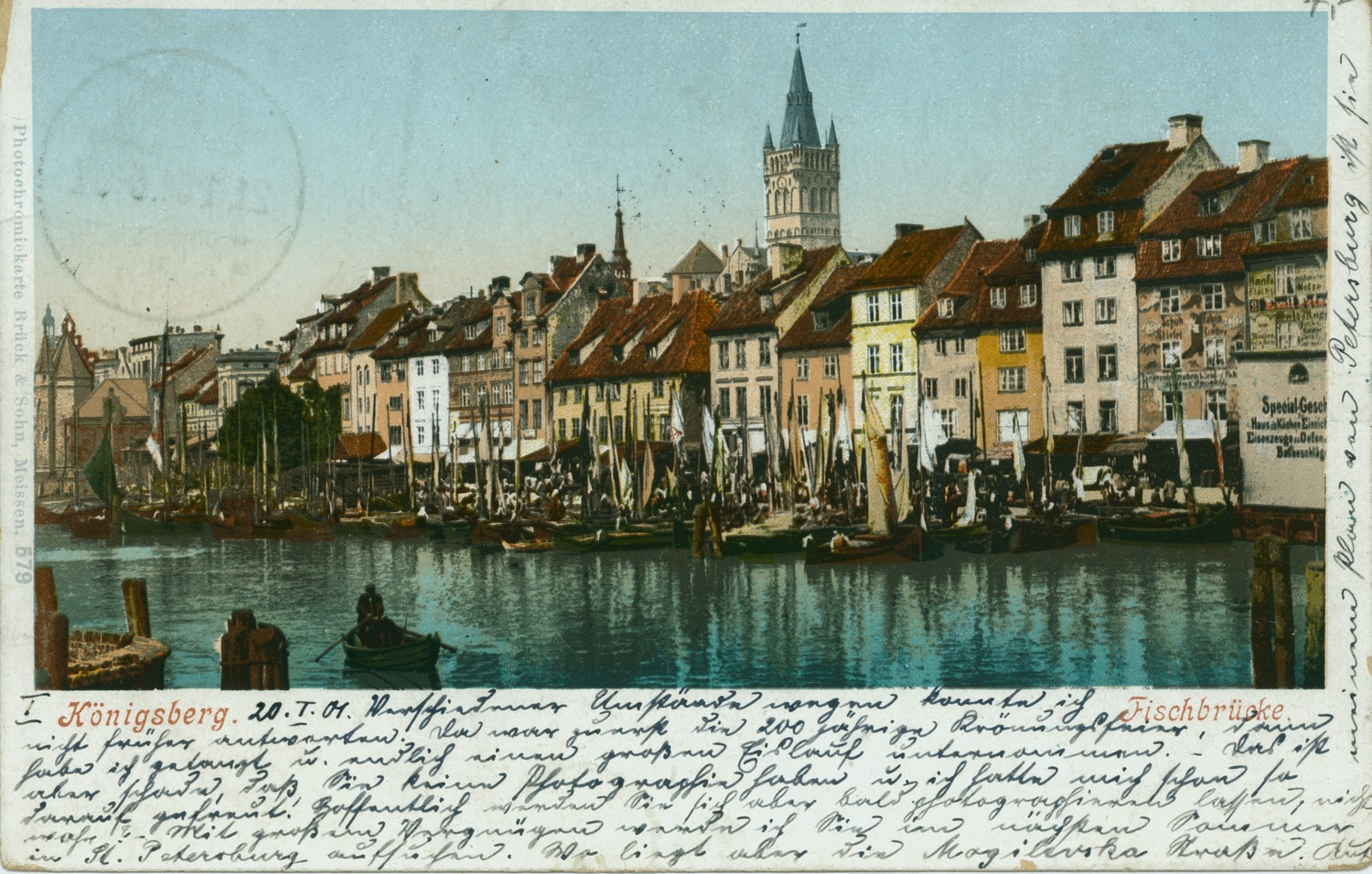
Fischbrücke
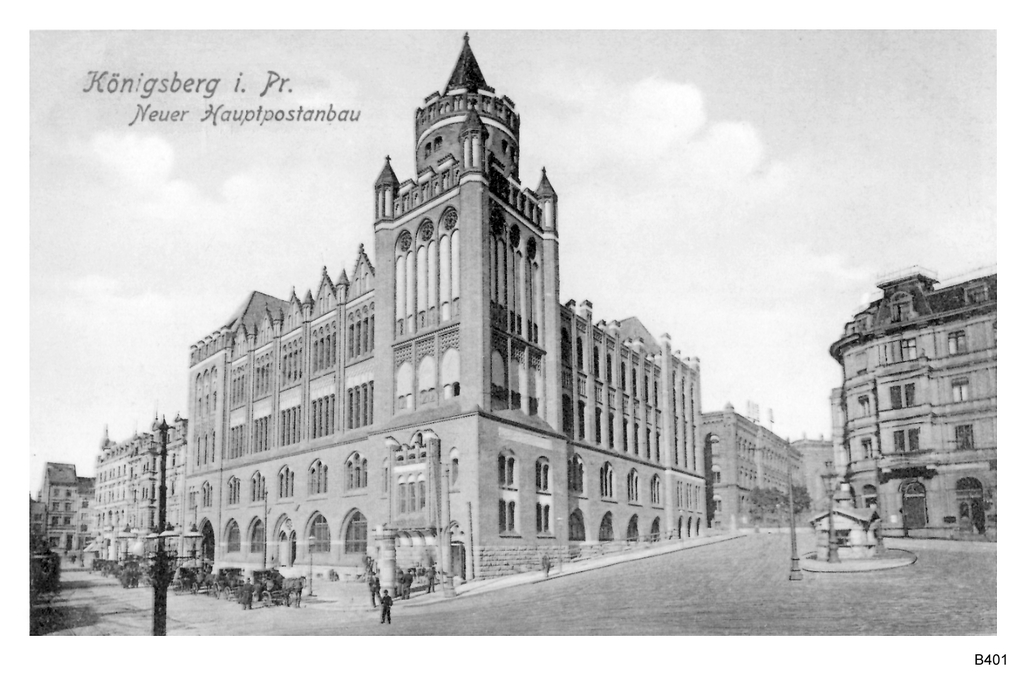
Huvudpostkontoret och Telegrafanstalten vid Gesecusplatz
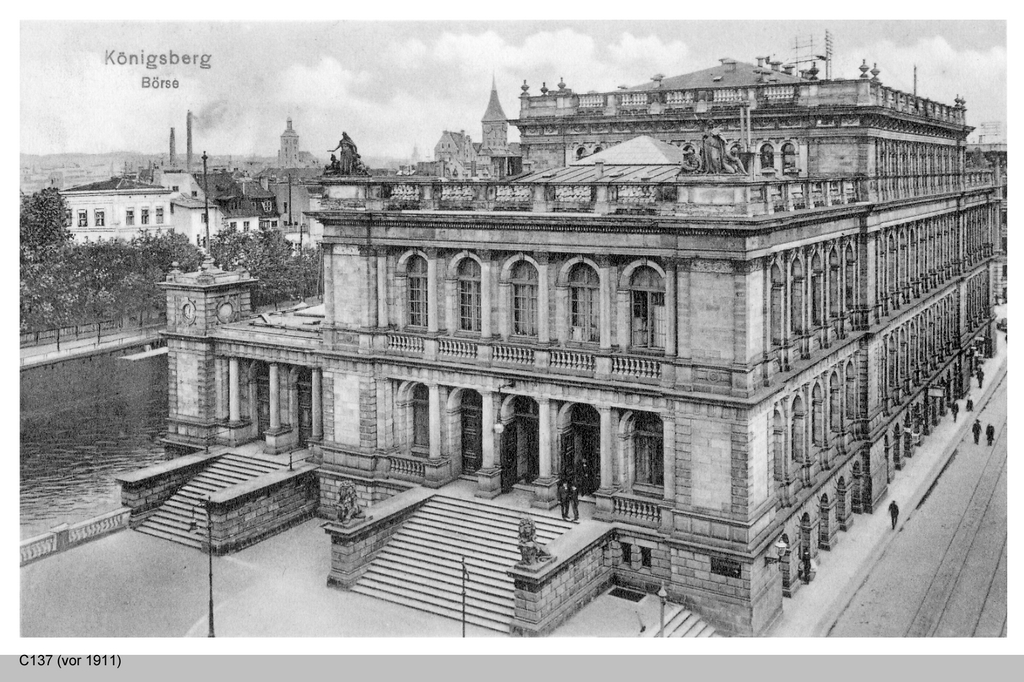
Neue Börse, byggt 1870-1875
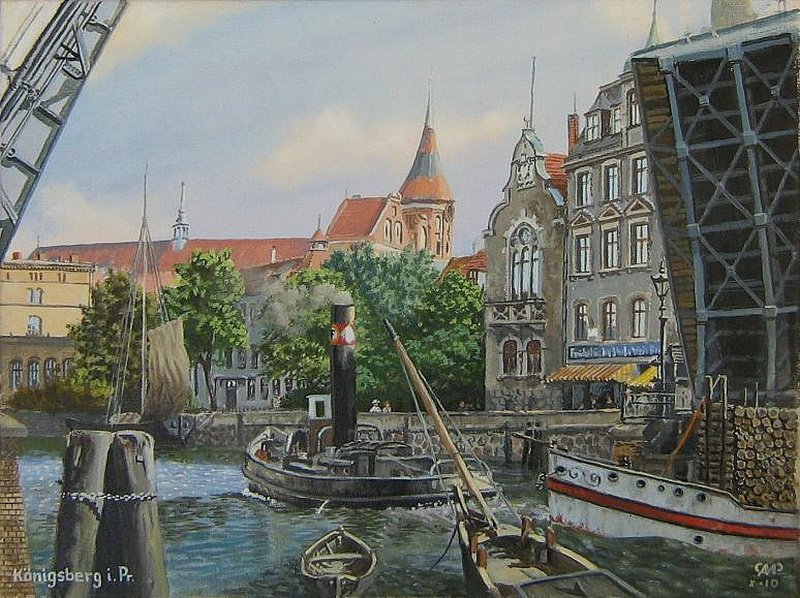
Domen och byggnader vid Alten Pregel, 1930
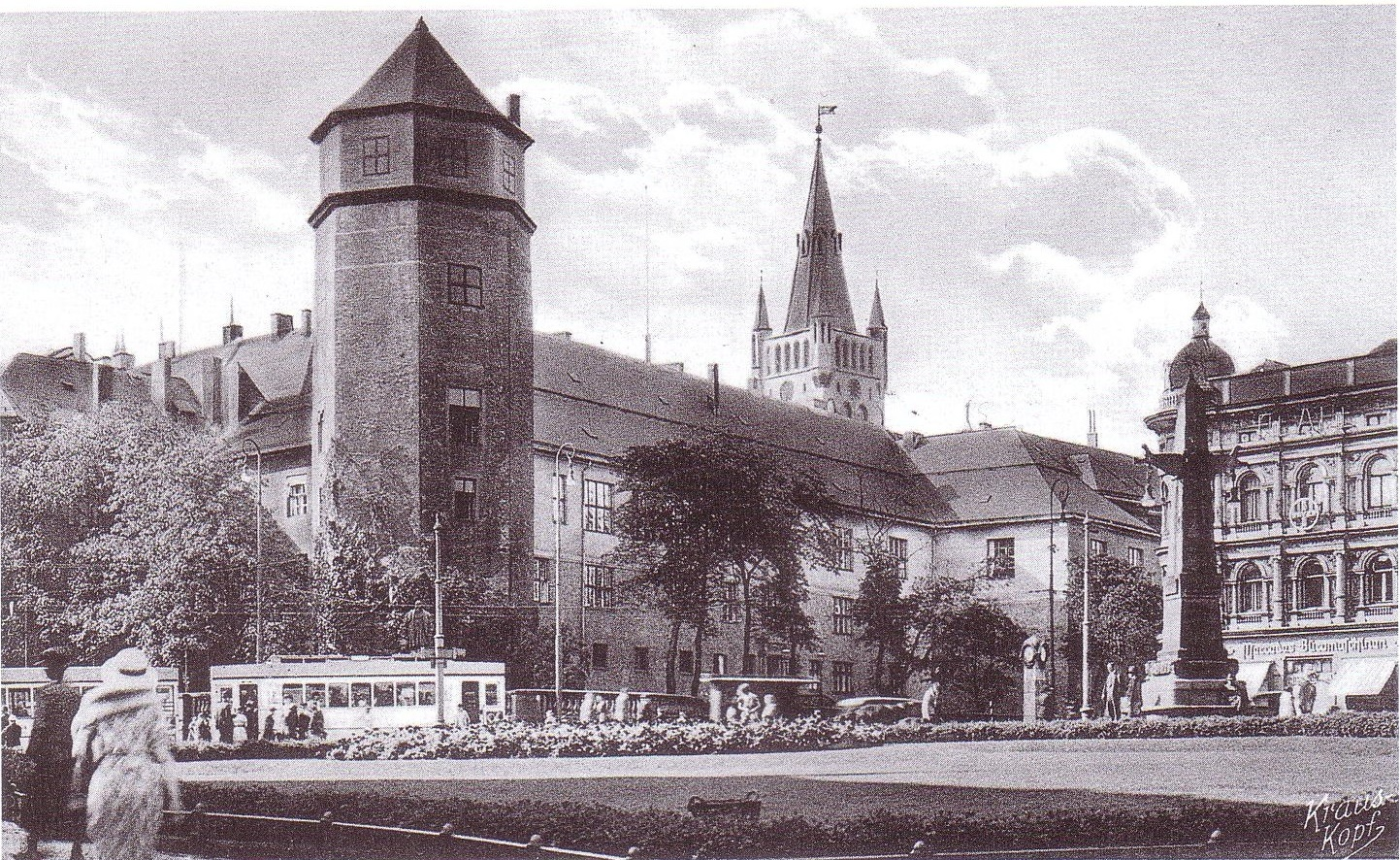
Slottet
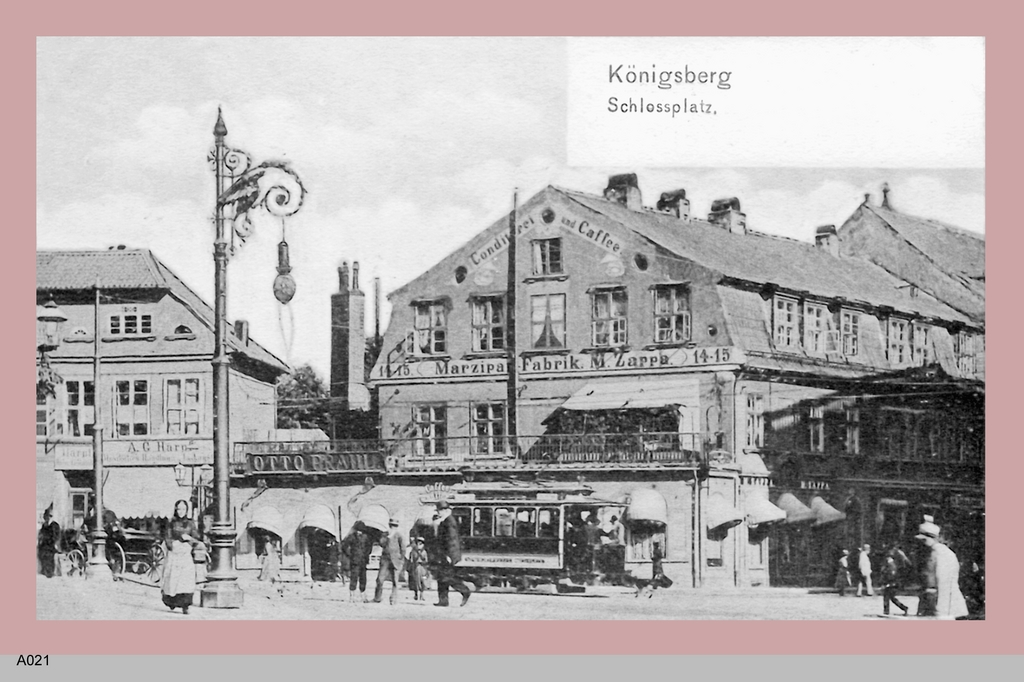
Schlossplatz
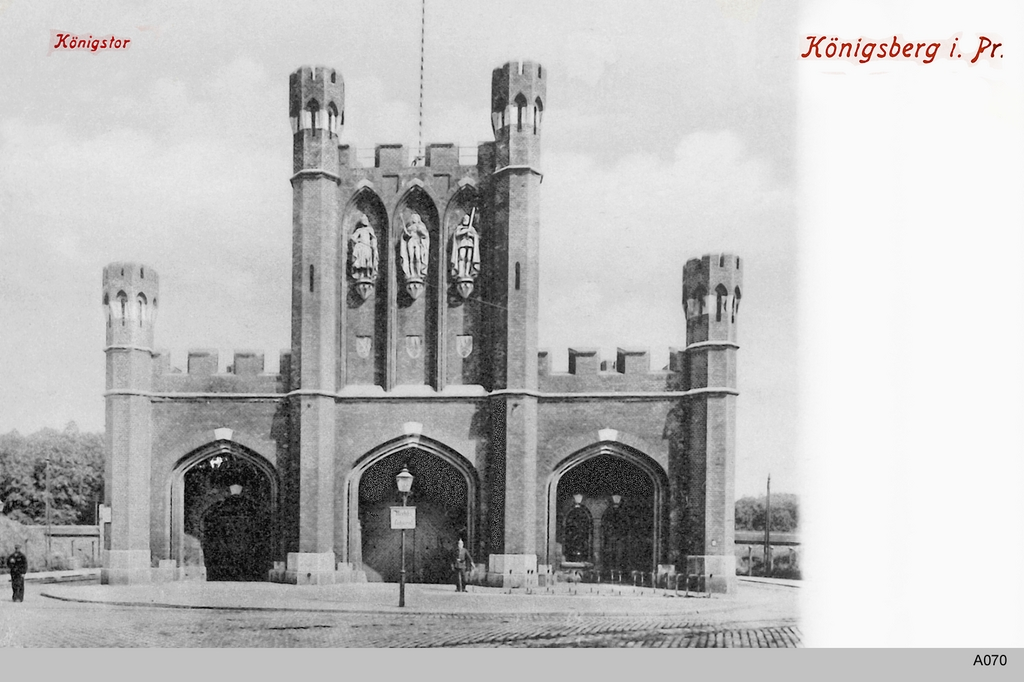
Königstor
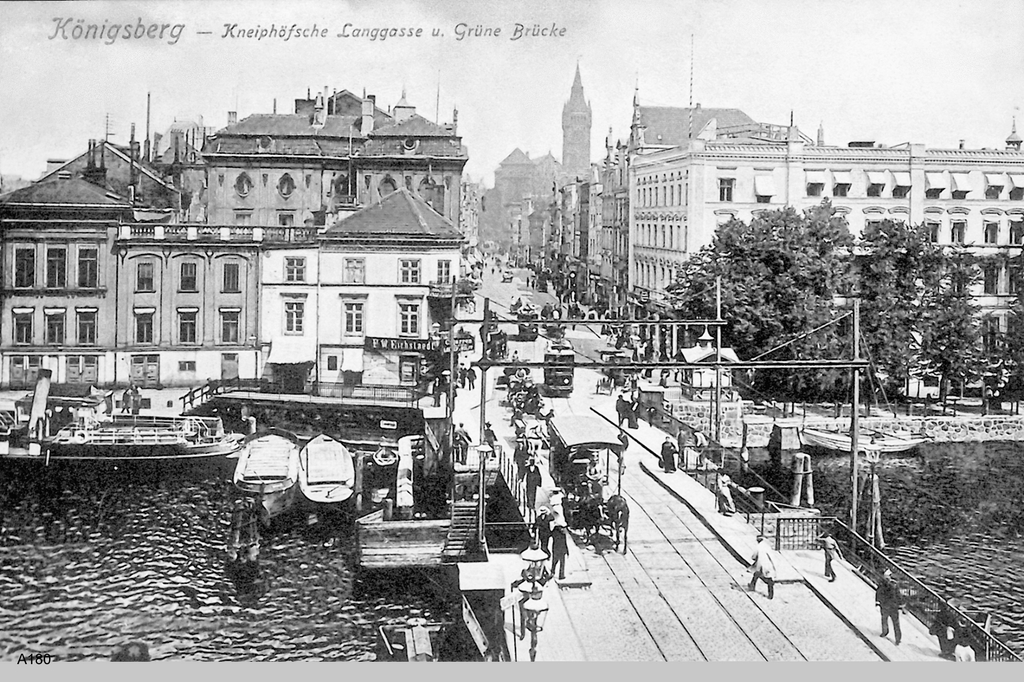
Grüne Brücke och Kneiphöfischer Langgasse